# 酸性ホスファターゼ
酸性ホスファターゼ〈さんせいホスファターゼ、acid phosphatase、略号 ACP〉はホスファターゼに属する酵素の一種である。酸性ホスファターゼは、元来、消化の過程において他の分子から遊離リン酸基を結合させる働きを持つモノリン酸エステラーゼである。酸性ホスファターゼは リソソームに貯蔵され、リソソームがエンドソームと融合して作用を表す。そして、ACPの至適水素イオン濃度は酸性にある。
酸性ホスファターゼは様々な 臓器や血漿中に見出され、それぞれ異なる形態をしている。各酸性ホスファターゼの酵素レベルは対応する臓器での疾病の診断に利用される。例えば、前立腺酸性ホスファターゼ(PAP)のレベル上昇は 前立腺癌.の存在を示唆する。
酸性ホスファターゼの触媒反応はpH 7以下に最適を持つ。
オルトリン酸モノエステル + H2O →  アルコール + H3PO4

## 註
1. ↑  w:en:phosphatase
2. ↑  w:en:prostatic acid phosphatase